# ريتشارد ويلسون (ممثل)
ريتشارد ويلسون (بالإنجليزية: Richard Wilson)‏ هو ممثل أسترالي، ولد في 23 أكتوبر 1984 في المملكة المتحدة.

## وصلات خارجية
- ريتشارد ويلسون على موقع IMDb (الإنجليزية)
- ريتشارد ويلسون على موقع قاعدة بيانات الفيلم (الإنجليزية)